# Complicació (medicina)

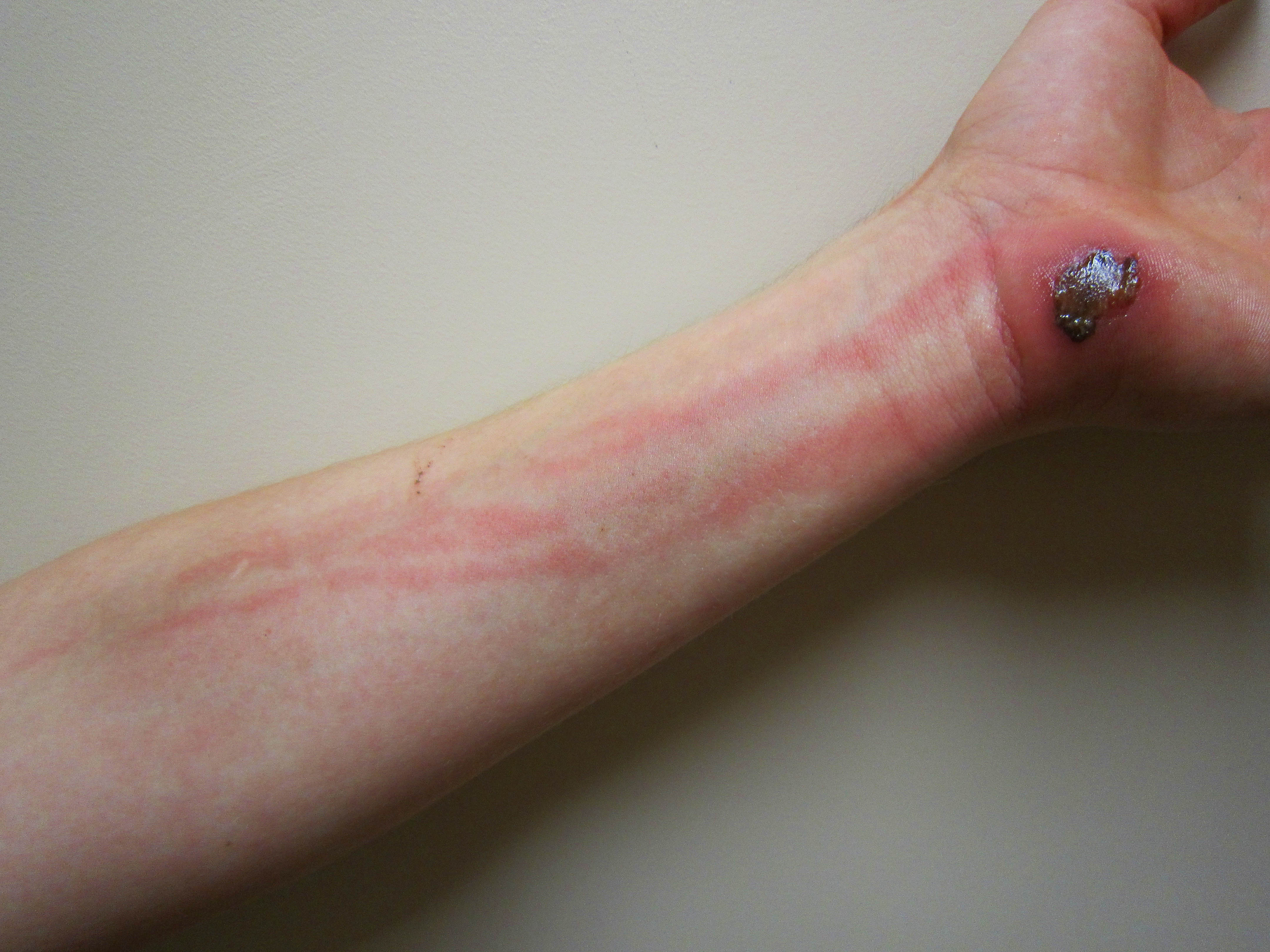
Cel·lulitis amb limfangitis com a complicació d'una abrasió a la mà.

Una complicació en medicina o una complicació mèdica és un resultat desfavorable d'una malaltia o tractament. Les complicacions poden afectar negativament el pronòstic o el resultat d'una malaltia. Les complicacions generalment comporten un empitjorament de la gravetat de la malaltia o el desenvolupament de nous signes, símptomes o canvis patològics que poden estendre's a tot el cos i afectar altres sistemes d'òrgans. Així, les complicacions poden comportar el desenvolupament de noves malalties derivades d'una malaltia anteriorment existent. També es poden presentar complicacions com a conseqüència de diversos tractaments.
El desenvolupament de complicacions depèn de diversos factors, com ara el grau de vulnerabilitat o susceptibilitat, edat, estat de salut i del sistema immunitari. El coneixement de les complicacions més comunes i severes d'una malaltia, procediment o tractament permeten prevenir i preparar-se per si es produeixen.
No s'ha de confondre les complicacions amb seqüeles, que són efectes residuals que es produeixen després de la fase aguda (inicial, més greu) d'una malaltia o traumatisme. Les seqüeles poden aparèixer al començament de la malaltia o unes setmanes a mesos més tard, i són conseqüència de la lesió inicial o de la malaltia. Per exemple, es considerarà seqüela una cicatriu resultant d'una cremada o una disfàgia resultant d'un ictus. A més, les complicacions no s'han de confondre amb les comorbiditats, que són malalties que es produeixen simultàniament però que no tenen cap associació causativa.